# 南輪内村
南輪内村（みなみわうちむら）は、かつて三重県南牟婁郡にあった村。現在の尾鷲市の南端にあたる。

## 地理
海域
- 熊野灘 賀田湾

山岳
- 亥谷山

河川
- 古川

岬
- 神須ノ鼻

## 歴史
1871年（明治4年）には渡会県に属したが、1876年（明治9年）には三重県の所属で落ち着いた。1879年（明治12年）には牟婁郡が分割されて北牟婁郡と南牟婁郡が発足し、この地域は南牟婁郡に含まれた。1889年（明治22年）4月1日には町村制の施行により、古江浦・賀田村・曽根浦・梶賀浦の区域をもって南牟婁郡南輪内村が発足した。
1936年（昭和11年）4月3日、南輪内村賀田から飛鳥村小又に至る鳥越林道が開通した。1954年（昭和29年）6月20日、南輪内村・北輪内村・北牟婁郡尾鷲町・須賀利村・九鬼村が合併して尾鷲市が発足し、同日には南輪内村が廃止された。

## 行政

### 歴代村長
- 1889年（明治22年） - 1890年（明治23年） 杉下寅太郎
- 1890年（明治23年） - 1892年（明治25年） 大川佐一郎
- 1892年（明治25年） 西崎立敬
- 1892年（明治25年） - 1896年（明治29年） 山門源吉
- 1896年（明治29年） - 1898年（明治31年） 森本半十郎
- 1898年（明治31年） - 1900年（明治32年） 大川保嘉
- 1900年（明治33年） - 1902年（明治35年） 弓場国次郎
- 1902年（明治35年） - 1904年（明治36年） 森本半十郎
- 1904年（明治37年） - 1906年（明治39年） 浜中精次郎
- 1906年（明治39年） - 1911年（明治44年） 弓場国次郎
- 1911年（明治44年） - 1916年（大正5年） 大川佐一郎
- 1916年（大正5年） - 1919年（大正8年） 中森林助
- 1919年（大正8年） - 1920年（大正9年） 森助左衛門
- 1920年（大正9年） 中森林助
- 1920年（大正9年） 中森才吉
- 1920年（大正9年） - 1943年（昭和18年） 浜中広之輔
- 1943年（昭和18年） - 1947年（昭和22年） 西仁郎
- 1947年（昭和22年） - 1951年（昭和26年） 大川庄六
- 1951年（昭和26年） - 1954年（昭和29年） 小川権三郎

出典 : 『尾鷲市史 下巻』

## 交通
尾鷲市発足後の1959年（昭和34年）7月15日には国鉄紀勢本線が全通し、かつての南輪内村の村域に賀田駅が開業した。

### 道路
- 国道170号（現・国道42号）